# Sture Brunnsåker
Sture Brunnsåker, född 6 september 1925 i Kinna, död 5 augusti 1978 i Uppsala, var en svensk arkeolog och författare. Han forskade bland annat om grekisk konst.